# 滨港铁路
滨港铁路位于山东省北部的滨州市境内，线路南自淄东铁路支线博小铁路小营站接轨，终至滨州港，全长104.9公里。项目由一期工程小营至沾化段和二期工程泊头镇至滨州港段组成。其中一期也称为小沾铁路，二期称为泊港铁路。

## 小沾铁路
一期设计概算13.25亿元，工程全长45公里。2003年滨州市渤海铁公路有限责任公司成立，负责滨港铁路建设、运营的指挥和管理。同年3月，铁道第二勘测设计院对滨港铁路进行勘测设计，编制滨港铁路预可行性研究报告。10月，滨州市政府向山东省发改委呈报《滨港地方铁路预可行性研究报告和项目立项报告》，11月省发改委批复一期立项，并于2004年11月动工，2005年8月1日全面开工。项目还包括建设黄河铁路公路两用特大桥。该桥是黄河第一座公铁两用大桥，位于滨州既有公路大桥下游3.3公里处，主桥长781米，桥路面宽19.5米，桥高距河滩地面30米。设计采用上下两层布置，上层为公路桥，下层为铁路桥。2007年12月，一期小沾铁路实现全线拉通；2009年9月29日铁路正式开通运营，结束了滨州市区没有铁路的历史，至此山东内中心城市皆有火车。

## 泊港铁路
2005年3月，二期开工；2005年10月，山东省发改委于批复立项。二期工程原计划由沾化至滨州港段，全长59.9公里。后停工调整为泊头镇站至滨州港站。
2010年，二期项目获得山东省发改委批复，但因资金等方面制约诸多建设条件不完备，在项目批复有效期内未能展开实际建设。
2013年起开始重新调整，最终于2015年9月，调整后的二期项目再次获核准批复。项目新建正线线路总长65.32公里，原包括改建一期1.702公里，后增加改造先前所建既有线路至22公里。工程设计标准为地方铁路I级，单线，内燃牵引，预留电气化改造条件，总投资概算增加至20.8亿元，计划工期36个月。设计年货物运输能力近期为1000万吨，远期超过2500万吨。
2021年8月28日，参与改造的一期滨州北至沾化段恢复运营。9月8日，二期泊港铁路正式运营，结束了滨州港无铁路运输的历史。